# Лащинский, Якуб Игнаций
Якуб Игнаций Лащинский (пол. Jakub Ignacy Łaszczyński; в России Яков Осипович Лащинский; 24 июля 1791, Познань — 18 сентября 1865, Варшава) — русский и польский государственный деятель. Губернатор, тайный советник Государственного Совета Царства Польского Российской империи. Президент (городской голова) столичного города Варшава (1831-1837).

## Биография
Сын богатого шляхтича, владельца Повонзок (ныне один из районов Варшавы). Учился в школе пиаристов в Жолибоже.
С 1807 — чиновника Министерства внутренних дел Варшавского герцогства. В 1816 назначен секретарем правительственной комиссии по внутренним делам Царства Польского, затем начальником отдела промышленности и ремесел (1822) и Генеральным инспектором Департамента дорог и транспорта гражданской правительственной комиссии внутренних дел, Департамента полиции (1829).
Во время польского восстания 1830 года не участвовал в политических делах, что, положительно повлияло на его будущую карьеру. В ноябре 1831, в соответствии с постановлением Временного правительства Царства Польского, был назначен президентом столицы.
В марте 1841 года назначен гражданским губернатором мазовецкой губернии. После объединения мазовецкой и Калишской губерний  в 1845 году стал гражданским губернатором варшавской губернии и занимал эту должность до 12 января 1864 года.
13 марта 1845 года он получил чин действительного статского советника, 26 мая 1849 года — тайного советника.
Лащинский уделял большое внимание проблемам аграрной политики, отстаивая позиции крупных собственников. По его инициативе, и против мнения правительственного Комитета, в 1846 году были приняты указы о подавлении любых крестьянских выступлений в Польше.
Пользовался доверием наместника Царства Польского князя М. Д. Горчакова.
У Лащинского было пять детей от брака с Флорентиной Знамеровской (Ядвига, Гелена, Адам, Йозеф, Зыгмунт). Похоронен в костёле Успения Пресвятой Девы Марии в Старе-Бабице.

## Награды
- Знак отличия беспорочной службы за XX лет (1830)
- Орден Святого Владимира 3-й степени (05.10.1840)
- Единовременно 3750 рублей серебром (1844)
- Орден Святого Станислава 1-й степени (14.12.1851)
- Орден Святой Анны 1-й степени (1855)
- многие медали